# Caméra IP

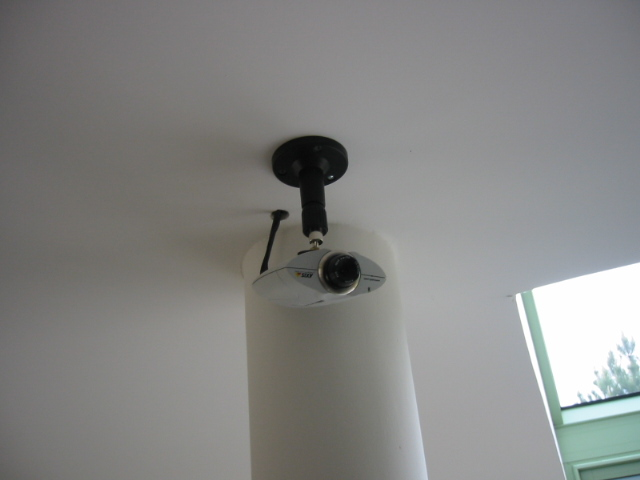
Une caméra IP

Une caméra IP, ou caméra réseau, est un dispositif de vidéosurveillance capable de transmettre des flux vidéo (et parfois audio) via un réseau informatique utilisant le protocole IP. Contrairement aux caméras analogiques classiques qui nécessitent un câble coaxial et un enregistreur vidéo numérique (DVR), les caméras IP peuvent fonctionner de manière autonome ou être intégrées à un système de gestion vidéo (NVR).

## Historique
Les premières caméras IP sont apparues dans les années 1990. La société Axis Communications a lancé en 1996 la première caméra IP, la Neteye 200, capable de diffuser des images via un navigateur web.

## Fonctionnement
Les caméras IP utilisent un capteur CMOS ou CCD, compressent les images via des codecs comme H.264, H.265 ou MJPEG, puis transmettent le flux via un réseau local ou Internet. Elles embarquent un microprocesseur, un système d’exploitation allégé, et parfois une interface web accessible à distance.

## Types de connexion

### Connexion filaire
La connexion RJ45 est courante, souvent associée à la technologie PoE, qui permet d’alimenter la caméra via le câble réseau.

### Connexion sans fil
Le Wi-Fi permet une plus grande flexibilité d’installation, mais exige une alimentation séparée et peut être sensible aux interférences.

### Connexion cellulaire (4G/5G)
Certaines caméras sont compatibles avec les réseaux mobiles grâce à un emplacement pour carte SIM. Ces modèles sont utilisés pour les sites isolés, mobiles ou temporaires (chantiers, véhicules, cabanes, etc.). La 4G permet un accès fluide au flux vidéo, tandis que la 5G ouvre la voie à des usages plus avancés (analyse temps réel, faible latence, etc.).

## Accès à distance
Les caméras peuvent être consultées via :
- une adresse IP publique ou locale,
- un service de DNS dynamique (DynDNS, No-IP),
- des applications mobiles propriétaires ou universelles,
- ou via des portails cloud.

## Stockage
Les caméras IP enregistrent :
- en local (carte SD),
- sur le réseau (NAS, NVR, FTP),
- ou dans le cloud.

## Types de caméras
- Fixe : angle de vue stable.
- PTZ (Pan Tilt Zoom) : motorisée, permet un contrôle à distance.
- Dôme : design discret.
- Fisheye : vue panoramique.
- Extérieure : résistante aux intempéries (IP66/IP67).
- Autonome 4G/5G : avec batterie ou panneau solaire.

## Fonctionnalités
- Vision nocturne (LED IR),
- détection de mouvement,
- alerte par email ou notification,
- audio bidirectionnel (micro et haut-parleur),
- analyse vidéo (VCA), détection de ligne, etc.

## Sécurité et confidentialité
Les caméras IP mal configurées peuvent être piratées. Il est conseillé :
- de modifier les identifiants par défaut,
- d’utiliser des ports non standards,
- d’activer le chiffrement (HTTPS, VPN),
- de mettre à jour le firmware régulièrement.

En France, leur usage est encadré par la CNIL et le Code de la sécurité intérieure. Les dispositifs publics nécessitent une déclaration en préfecture.

## Interopérabilité
Le standard ONVIF (en) facilite la compatibilité entre marques. Les protocoles RTSP, FTP, SMTP sont également utilisés.

## Tendances
L’intégration de l’intelligence artificielle permet des analyses avancées (reconnaissance faciale, comportementale). L’essor des réseaux mobiles (4G/5G), associé à l’autonomie énergétique (panneaux solaires), rend ces dispositifs plus accessibles et flexibles.